# Epalpus aureus
Epalpus aureus är en tvåvingeart som först beskrevs av Giglio-tos 1893.  Epalpus aureus ingår i släktet Epalpus och familjen parasitflugor. Inga underarter finns listade i Catalogue of Life.